# Carlo Zotti
Carlo Zotti (Benevento, 3 de setembro de 1982) é um futebolista italiano, que atualmente joga na Cittadella.

## Biografia
Inicia sua carreira na Roma, mas sua experiência no time principal é limitada pelas presenças de Antonioli, Pelizzoli e Lupatelli. Em 2005, recusa uma proposta do Milan para assinar com a Roma um contrato de quatro anos, e é repassado por empréstimo ao Ascoli, para adquirir experiência. No verão de 2006, Zotti retorna à Roma, mas se torna a quarta opção do clube, até ser enviado por empréstimo à Sampdoria para servir de alternativa a Luca Castellazzi.
Em 2008 ele se transferiu para a equipe italiana Cittadella.
Zotti jogou nas categorias sub-17 e sub-18 da Seleção Italiana como titular. Já na sub-21, foi reserva tanto nas eliminatórias quanto no Campeonato Europeu Sub-21 de 2004, não entrando em campo.